# El apóstata
El apóstata és una pel·lícula uruguaiana, en coproducció amb Espanya, França i Xile, estrenada al setembre de 2015 al Festival Internacional de Cinema de Toronto. Dirigida per Federico Veiroj, és una comèdia dramàtica protagonitzada per Álvaro Ogalla, Bárbara Lennie, Vicky Peña, Marta Larralde i Kaiet Rodríguez. Per a oblidar el passat, mirar al futur i poder emancipar-se, Tamayo, un home d'uns trenta anys, decideix apostatar davant la institució eclesiàstica. Durant l'ardu procés burocràtic, recordarà la intermitent relació que manté amb una cosina, alguns actes cruels de la seva infantesa, el seu vincle amb una espiritualitat aliena i les seves dificultats per a seguir el camí patern.

## Protagonistes
- Álvaro Ogalla (Gonzalo)
- Bárbara Lennie (Maite)
- Vicky Peña (Mare)
- Marta Larralde (Pilar)
- Kaiet Rodríguez (Antonio)
- Mercedes Hoyos (Mujer en Bus)
- Juan Calot (bisbe)
- Jaime Chávarri (Pare Quirós)
- Andrés Gertrudix (Carlos)

## Premis
- 2015: esment especial del jurat i premi a millor pel·lícula atorgat per la FIPRESCI al Festival Internacional de Cinema de Sant Sebastià 2015 (63a edició)[4]